# لويس موران (ممثلة)
لويس موران (بالإنجليزية: Lois Moran)‏ هي ممثلة أمريكية، ولدت في 1 مارس 1909، في مدينة ببيتسبرغ في الولايات المتحدة، وتوفيت في 13 يوليو 1990 في الولايات المتحدة بسبب مرض الـسرطان.

## أعمال

### أفلام
- (1931) عبر الأطلسي
- (1973) أليس في المدن

## وصلات خارجية
- لويس موران على موقع IMDb (الإنجليزية)
- لويس موران على موقع ألو سيني (الفرنسية)
- لويس موران على موقع أول موفي (الإنجليزية)
- لويس موران على موقع قاعدة بيانات برودواي على الإنترنت (الإنجليزية)
- لويس موران على موقع قاعدة بيانات الأفلام السويدية (السويدية)
- لويس موران على موقع إن إن دي بي (الإنجليزية)
- لويس موران على موقع قاعدة بيانات الفيلم (الإنجليزية)
- لويس موران على موقع كينوبويسك (الروسية)